# Textura musical
En música, la textura és la qualitat global del so d'una peça, i habitualment és el resultat del nombre de veus existents i de la relació que s'estableix entre aquestes veus. La textura d'una música s'acostuma a descriure utilitzant termes com "gruixuda", "lleugera", "espessa" o "esponjada", "aspra" o "llisa". Per exemple, es considera que les obres més conegudes d'Aaron Copland tenen una textura "oberta".
La textura percebuda d'una música pot ser afectada pel nombre i el caràcter de les parts que sonen simultàniament, pel timbre dels instruments o de les veus que interpreten aquestes parts, i per altres elements com són la instrumentació, l'harmonia, el tempo i els ritmes utilitzats.
Atès aquest caràcter de qualitat global que té, la textura té influència directa sobre l'estil de la música; d'aquí que molts estils hagin potenciat determinades textures. També té un marcat valor expressiu i temàtic. Per tot això és molt freqüent que s'utilitzin diferents tipus de textura dins d'una mateixa obra, sobretot quan aquestes tenen seccions o moviments ben diferenciats, i en especial en aquelles obres en què la quantitat i diversitat d'efectius sonors -instruments i/o veus- i parts que integren la textura, ho fan especialment adient.

## Tipus de textura
En musicologia, especialment en història i anàlisi de la música, alguns termes comuns per a definir els diferents tipus de textura són:
- Monofònica. Hi ha una única veu melòdica, sense acompanyament harmònic, tot i que pot haver-hi algun acompanyament rítmic.
- Polifònica. Diverses veus melòdiques múltiples que són, d'alguna manera, independents l'una de l'altra.
- Homofònica. Hi ha diverses veus però n'hi ha una de principal, la melodia, que destaca clarament, i les altres veus formen un acompanyament harmònic de fons. Si totes les parts tenen el mateix, o gairebé el mateix ritme, llavors la textura homofònica també es pot anomenar homorrítmica. Atès que, si es tracta de música vocal, totes les veus diran el text alhora (o gairebé), de manera que sobre la partitura es podrien traçar línies verticals que unissin la mateixa síl·laba en les diferents veus, sovint se l'anomena, figuradament i de manera més col·loquial, textura vertical.
- Heterofònica. En aquest tipus de textura les veus són diferents, d'una manera característica, amb ritmes contrastats. Les veus poden interpretar una única melodia aquella melodia, o poden fer melodies bastant diferents.

Segon altres tractadistes, tant la textura aquí anomenada polifònica com l'anomenada homofònica són realment polifòniques. Però mentre que la segona és una polifonia homofònica, la primera és polifonia contrapuntística. Un cas concret de la textura contrapuntística és el contrapunt imitatiu o textura imitativa.
Algunes obres o determinats estils de música s'identifiquen sovint amb un d'aquests tipus de textura. Per exemple:
- El cant gregorià és monofònic.
- Els corals de Bach són homofònics
- Les fugues i els cànons són polifònics, i més concretament contrapuntístics imitatius.
- Una part important de la música tradicionals dels pobles àrabs és heterofònica.

Un tipus més recent de textura utilitzada inicialment per György Ligeti és la micropolifonia. Altres tipus de textures menys citades són: homorítmica, politemàtica, composta, onomatopeica, polirítmica, i diverses textures mixtes o compostes (Corozine 2002, p.34).